# 巴勒斯坦中央統計局
巴勒斯坦中央統計局（阿拉伯语：‎）是巴勒斯坦國的一個政府机构，主要負責統計巴勒斯坦國的各項数据，例如人口普查。 巴勒斯坦中央统计局每年出版《巴勒斯坦统计年鉴》和《耶路撒冷统计年鉴》 。 该机构成立於1993年，总部位于拉姆安拉。

## 活動
除了零售價格指數等一般統計數據外，中央統計局也進行特殊項目。 儘管以色列阻止國家人口普查小組對東耶路撒冷的人口進行調查，但它還是在 1997 年進行了第一次巴勒斯坦人口普查。 2007年，進行了第二次人口普查。 在2007年的人口普查中，在東耶路撒冷進行了有限的人口普查。
此外，中央統計局也提供了2003年《隔離牆對其通過地點影響的調查》。
巴勒斯坦中央統計局每年出版《巴勒斯坦統計年鑑》和《耶路撒冷統計年鑑》。

## 外部連結
- Palestinian Central Bureau of Statistics （页面存档备份，存于）
- Palestinian Central Bureau of Statistics （页面存档备份，存于） （阿拉伯語）
- Statistical Yearbook of Palestine 2013 （页面存档备份，存于）, December 2013. (File size: 14.1 MB)